# BMW R100GS-serie
De BMW R 100 GS is een motorfiets van het merk BMW.

## Voorgeschiedenis
In 1980 had BMW haar eerste zware allroad op de markt gebracht: de R 80 G/S. Men had de zeventiger jaren afgesloten met enkele successen in de endurosport en nam in 1980 ook deel aan de Dakar-rally. De G/S was een vernieuwende motorfiets, want BMW paste als eerste een enkelzijdige wielophanging toe, het monolever systeem. De R 80 G/S werd een succes: er werden bijna 22.000 stuks verkocht. Toch waren het niet de terreinmogelijkheden die klanten trokken. De R 80 G/S was een goede stuurfiets op de verharde weg. De verkopen werden gestimuleerd door de successen die BMW haalde in de Dakar-rally. Men bleef de fabrieksmachines "R 80 G/S" noemen, ondanks het feit dat ze een steeds grotere cilinderinhoud kregen.

## R 100 GS
In 1987 werd het model herzien, tegelijk met het verschijnen van een zwaardere versie, de R 100 GS. De monolever achtervering werd vervangen door het nieuw ontwikkelde paralever, dat door gebruik te maken van reactiestangen de cardanreacties (het omhoog klimmen bij acceleratie) elimineerde. Ook de voorvork en de remmen werden verbeterd. De R 100 GS bleef tot 1996 in productie, er werden 34.007 exemplaren verkocht. In 1989 volgde een Paris-Dakar versie, zoals dat ook met de R 80 G/S was gebeurd.

### Motor
De R 100 GS gebruikte de luchtgekoelde 980 cc tweecilinderboxermotor die ook in R 100 Classic Serie werd gebruikt, maar die eigenlijk al dateerde van 1969, toen de /5-serie was verschenen. Bij deze motoren was de nokkenas onder de krukas geplaatst, waardoor de cilinders hoger zaten voor meer grondspeling. In tussen waren de cilinderwanden voorzien van een slijtvaste Nikasillaag. Op de voorzijde van de krukas zat de wisselstroomdynamo en er was een elektronische ontsteking aan boord. Vanaf 1991 werd de GS ook uitgevoerd met het Sekundär Luft System, waarmee lucht vlak achter de uitlaatklep werd gepompt om een soort “naverbranding” en daarmee schonere uitlaatgassen te verkrijgen.

### Rijwielgedeelte
Het frame was nog steeds een dubbel wiegframe, dat gebaseerd was op het Norton Featherbed frame. Er was een telescoopvork gemonteerd, de achterbrug was enkelzijdig en voorzien van het nieuwe paralever systeem. Er werden spaakwielen toegepast omdat deze bij eventueel gebruik in het terrein sterker waren dan aluminium gietwielen. Dankzij de toepassing van kruisspaken konden voortaan tubeless banden worden gemonteerd. Bij normale spaakwielen is dit onmogelijk omdat de lucht ontsnapt langs de spaken.

## R 100 GS Paris-Dakar
De R 100 GS Paris-Dakar kreeg niet alleen een grotere tank, maar ook de grote tophalfstroomlijn zoals die bij de "echte" Dakar machines in zwang gekomen was. Bovendien kreeg de machine een groter, breder voorspatbord, een breder zadel, een andere koplamp en een beschermingsplaat onder het carter.

## Technische gegevens
|                    | R 100 GS                               | R 100 GS Paris-Dakar                   |                                        |
| ------------------ | -------------------------------------- | -------------------------------------- | -------------------------------------- |
| Periode            | 1987-1996                              | 1989-1996                              |                                        |
| Productieaantal    | 34.007 (GS en GS Paris-Dakar samen)    | 34.007 (GS en GS Paris-Dakar samen)    | 34.007 (GS en GS Paris-Dakar samen)    |
| Categorie          | allroad                                | allroad                                | allroad                                |
| Motortype          | kopklepmotor                           | kopklepmotor                           | kopklepmotor                           |
| Bouwwijze          | langsgeplaatste tweecilinderboxermotor | langsgeplaatste tweecilinderboxermotor | langsgeplaatste tweecilinderboxermotor |
| Boring             | 94 mm                                  | 94 mm                                  | 94 mm                                  |
| Slag               | 70,6 mm                                | 70,6 mm                                | 70,6 mm                                |
| Cilinderinhoud     | 980 cc                                 | 980 cc                                 | 980 cc                                 |
| Max. vermogen      | 44 kW/60 pk                            | 44 kW/60 pk                            | 44 kW/60 pk                            |
| Topsnelheid        | 181 km/h                               | 181 km/h                               | 181 km/h                               |
| Aandrijving        | cardanas                               | cardanas                               | cardanas                               |
| Rijwielgedeelte    | dubbel wiegframe, buisframe            | dubbel wiegframe, buisframe            | dubbel wiegframe, buisframe            |
| Leeg gewicht       | 210 kg                                 | 210 kg                                 | 210 kg                                 |
| Max. totaalgewicht | 420 kg                                 | 420 kg                                 | 420 kg                                 |
| Tankinhoud         | 24 liter                               | 35 liter                               |                                        |
| Voorganger         | R 80 G/S                               | R 80 G/S                               | R 80 G/S                               |
| Opvolger           | R 1100 GS                              | R 1100 GS                              | R 1100 GS                              |